# 3366 Gödel
3366 Gödel este un asteroid din centura principală, descoperit pe 22 septembrie 1985, de Thomas Schildknecht.